# Henrik Hjelt
Henrik Olov August Hjelt (født 6. marts 1968) er en svensk skuespiller og komiker. Han er oprindeligt uddannet jurist fra Uppsala Universitet og har medvirket i flere film og serier.
For det brede publikum er Henrik Hjelt nok mest kendt for sin rolle som Peter Spjuth i komedieserien Detta har hänt, som han også var manuskriptforfatter på.

## Udvalgt filmografi
- Detta har hänt (tv-serie, 1996-1997)
- C/o Segemyhr (tv-serie, 1998)
- Tre kronor (tv-serie, 1999)
- Klassefesten (2002)
- Håkan Bråkan & Josef (2004)
- Playa del Sol (tv-serie, 2007-2019)
- Åsa-Nisse - wälkom to Knohult (2011)
- Grotesco (tv-serie, 2017)
- Rumrejsen (2020)
- Solsidan (tv-serie, 2021)
- LasseMajas Detektivbureau: Skorpionens gåde (2022)
- LasseMajas Detektivbureau: Maskotten der forsvandt (2024)